# The Addams Family (Flipperautomat)

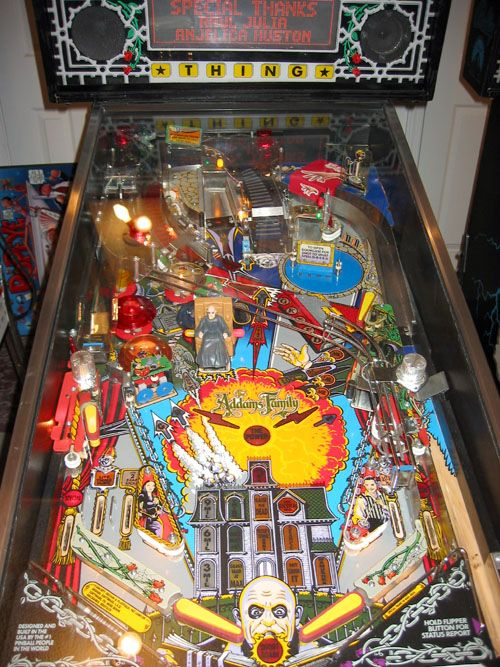
Spielfeld des Flipper-Automaten

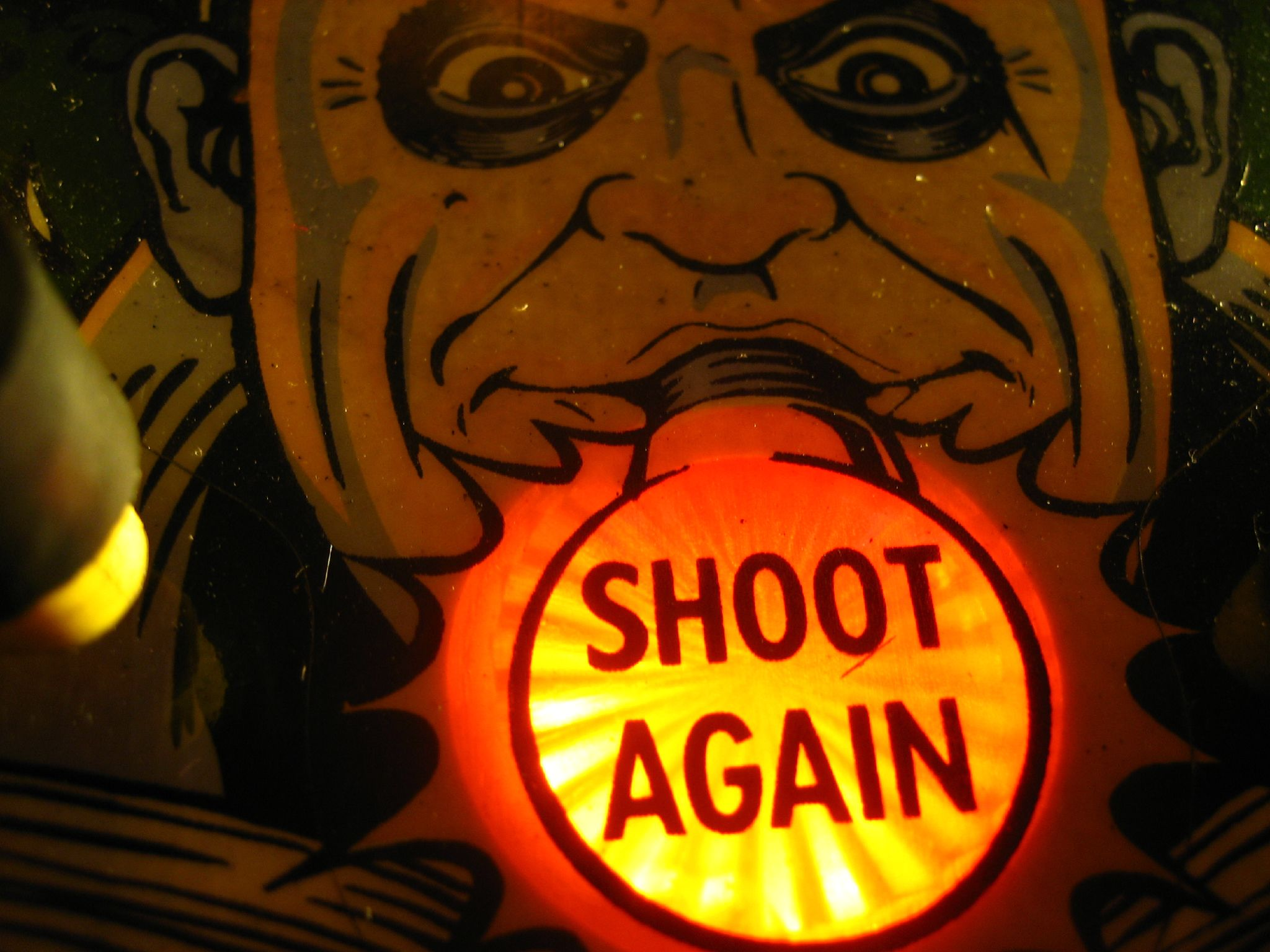
Detail des Spielfelds

The Addams Family, veröffentlicht im März 1992, ist der meistverkaufte Flipperautomat aller Zeiten. Entworfen wurde der Flipper von Pat Lawlor und Larry DeMar, hergestellt von Midway bzw. Bally. Er basiert auf dem gleichnamigen Film aus dem Jahr 1991. Die Schauspieler Raúl Juliá und Anjelica Huston sprachen für den Flipper gesonderte Sätze ein, die das Gerät wiedergibt. Bislang wurden über 20.000 Stück verkauft.

## Überblick
Das einzige Ziel des Spiels ist, möglichst viele Punkte zu sammeln. Es existieren aber zwei zentrale Mechanismen:
- Tour The Mansion: Die Villa der Addams Family befindet sich in der Mitte des Spielfelds und verfügt über zwölf Fenster. Jedes Fenster entspricht einem anderen Raum, in den der Spieler eintreten und auf unterschiedliche Weise Punkte sammeln kann.

- Vault Multiball: Im oberen rechten Bereich des Spielfelds befindet sich ein blaues Bücherregal. Wird es oft genug getroffen, dreht sich das Bücherregal, sodass der dahinterliegende Tresor getroffen werden kann. Mehrere Treffer in den Tresor lösen einen Multiball-Modus aus.

Andere Ziele und Mechanismen sind:
- Bear Kicks: Eine Rampe in der oberen Mitte des Spielfelds vergibt ein oder zwei „Bear Kicks“, Punkte, Räume der Villa oder zusätzliche Kugeln.
- Staircase Ramp (Treppenhausrampe): Eine Rampe links auf dem Spielfeld, über die der Spieler eine zunehmende Anzahl von Punkten und Buchstaben im Wort „THING“ sammeln kann.
- Graveyard (Friedhof): Fünf Bumper, die den „Friedhofswert“ erhöhen, der an einer anderen Stelle des Spiels gesammelt wird.
- Train Wreck: Eine Sackgasse im linken oberen Abschnitt, die Punkte vergibt, die Friedhofswertung unterstützt und Extrakugeln freischaltet.
- Grave (Grab): Fünf Ziele an unterschiedlichen Stellen auf dem Spielfeld, über die Buchstaben mit dem Wort „GRAVE“ gesammelt werden.

## Special Collectors Edition / Gold Edition
Der Flipper war so erfolgreich, dass Bally 1994 eintausend Exemplare in einer Gold Edition herstellte. Bereits vor dem Produktionsbeginn erhielt Bally 1000 Bestellungen für das Modell. Für die Gold Edition wurden bestimmte Teile in goldener Farbe eingebaut wie die Beine, Lockbar, Rampen und die Bumper-Kappen.